# 大竹海岸鉾田海水浴場
大竹海岸鉾田海水浴場（おおたけかいがんほこたかいすいよくじょう）は、茨城県鉾田市にある海水浴場。

## 概要
鹿島灘に面しており、約1キロメートル (km) の直線的な海岸をもつ。美しい景観から「茨城のゴールドコースト」とも呼ばれている。
海水浴場がオープンする時期には、ライフセイバーが配されるなど安全対策が講じられており、22年間無事故を記録したこともあった。ただし、海水浴場一帯では離岸流も観測されており、状況に応じた注意は必要である。
海水浴のほか、サーフィンや潮干狩り場としても人気がある。

## 歴史
- 1970年代 - 海岸の浸食傾向が現れる。
- 1985年（昭和60年）度 - 茨城県がヘッドランドの整備や養浜などの浸食防止対策を開始[4]。
- 2010年（平成22年） - 鉾田市大竹海岸鉾田海水浴場条例施行[5]。
- 2011年（平成23年） - 東日本大震災による津波により浸水[6]。
- 2020年（令和2年） - 新型コロナウイルスの感染拡大に伴い海水浴場の開設を中止。
- 2021年（令和3年） - 前年に引き続き海水浴場の開設を中止[7]。
- 2024年（令和6年） - 砂浜の浸食が激しく、護岸の破壊も進行したことから海水浴場の開設を中止[8]。

## 交通アクセス
- 北関東自動車道・東水戸道路水戸大洗ICより国道51号で鹿嶋方面
- 東関東自動車道潮来ICより国道51号で大洗方面

## 周辺
- 鹿島灘海浜公園